# Ferrocarril Oeste de Buenos Aires
O Buenos Aires Western Railway também chamado de  Ferrocarril Oeste de Buenos Aires  foi a primeria ferrovia construída na Argentina, sendo inaugurada em 29 de agosto de 1857.

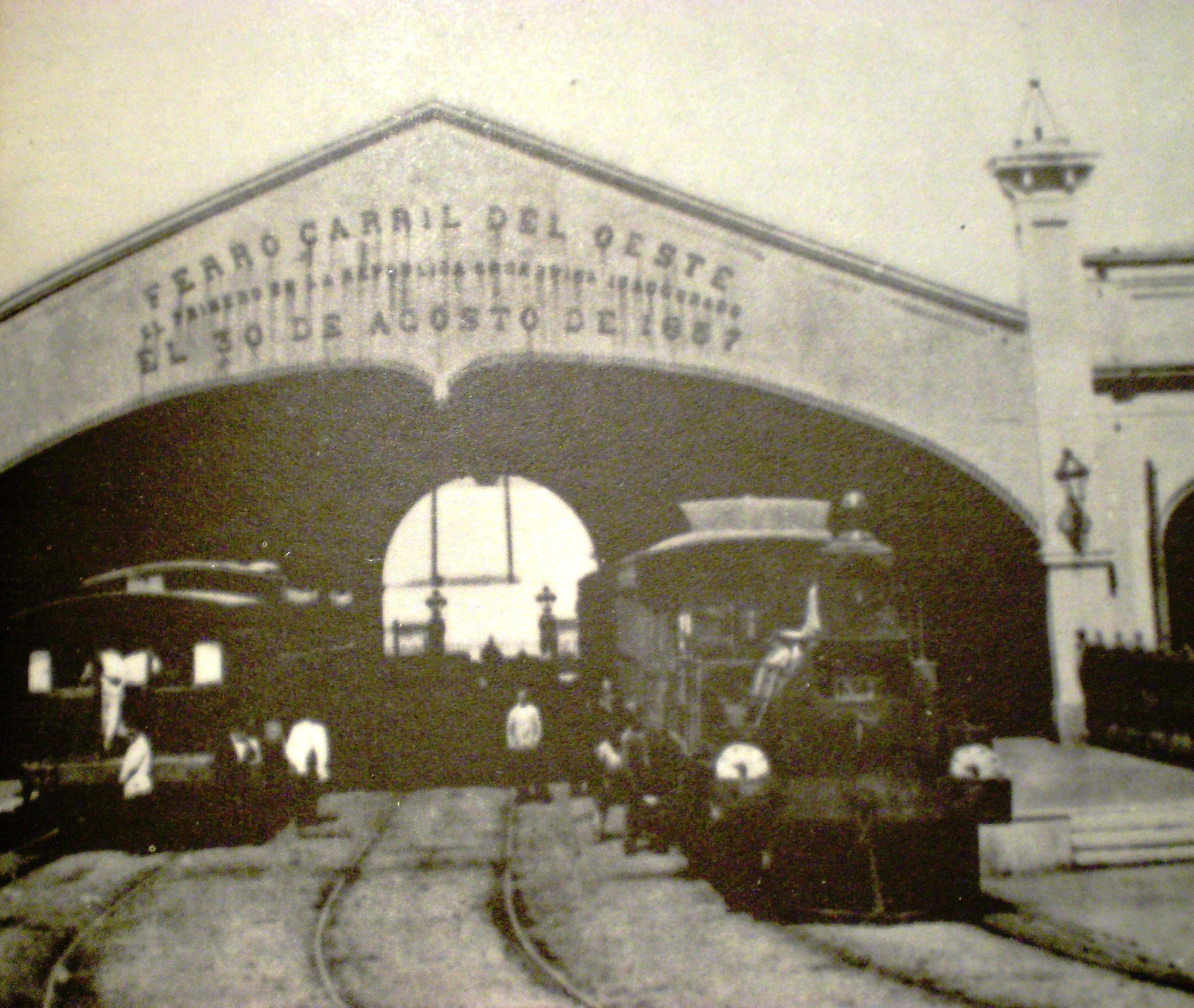
Estação del Parque